# Bhimbetka

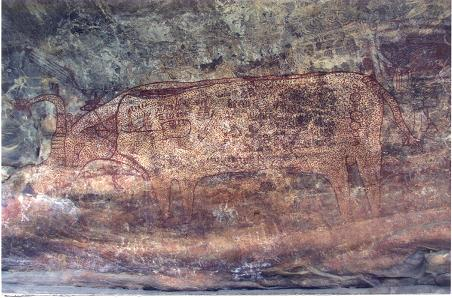
L'immagine di un animale sulle pareti rocciose di Bhimbetka

Le rocce scolpite presso Bhimbetka sono un sito archeologico che si trova nello stato indiano del Madhya Pradesh, inserito nel 2003 nell'elenco dei Patrimoni dell'umanità dell'UNESCO. Qui si trovano le prime tracce di presenza umana in India, risalenti a circa 10.000 anni fa, durante l'età della pietra, il che le rende fra le più antiche del mondo (anche se alcune delle immagini sono decisamente più recenti, risalenti al periodo medievale).
Il nome Bhimbetka deriva dall'associazione mitologica del luogo con Bhima, uno dei Pandava (cioè i cinque figli del re Pandu e delle regine Kunti e Madri), di cui si narra nel poema epico Mahābhārata.

## Posizione geografica
Bhimbetka si trova circa 45 chilometri a sud di Bhopal, al limite meridionale di un gruppo di colline chiamato Vindhyachal. L'intera zona è ricoperta da una fitta vegetazione ed ha un'abbondante presenza di fauna, la cui sopravvivenza è assicurata da numerosi corsi d'acqua perenni. Questo luogo presenta notevoli somiglianze con altre simili regioni, famose per la presenza di arte rupestre risalente a migliaia di anni fa, come il Parco nazionale Kakadu in Australia, le grotte del popolo San nel deserto del Kalahari e le grotte di Lascaux in Francia.

## La scoperta
Bhimbetka venne citato in registrazioni archeologiche per la prima volta nel 1888 come un sito buddhista, in base ad informazioni raccolte da adivasi locali. Alcuni decenni più tardi Vishnu Shridhar Wakankar, considerato il padre dell'archeologia rupestre indiana, mentre si trovava in viaggio verso Bhopal vide delle formazioni rocciose che gli ricordarono quelle già viste in Francia e Spagna. Egli visitò l'area nel 1957 con un gruppo di archeologi e scoprì le incisioni rupestri.
Da allora vennero identificate circa 700 grotte, delle dimensioni più disparate, che ospitavano incisioni rupestri; di queste grotte, 243 si trovano nell'area di Bhimbetka mentre altre 178 appartengono al cosiddetto gruppo Lakha Juar. Gli studi archeologici hanno dimostrato che qui si susseguirono numerose culture appartenenti all'età della pietra, dal tardo Acheuleano al tardo mesolitico; sono inoltre stati scoperti i più antichi pavimenti e muri in pietra. Le prime incisioni risalgono probabilmente al Mesolitico, ma gli studi per una datazione più particolareggiata sono ancora in corso. L'aspetto molto levigato delle rocce ha fatto supporre che questo luogo anticamente fosse ricoperto dalle acque e che solo una successiva evoluzione della crosta terrestre l'abbia portato in superficie, trasformandolo in un luogo ideale in cui le popolazioni aborigene potevano trovare riparo.

## Le incisioni

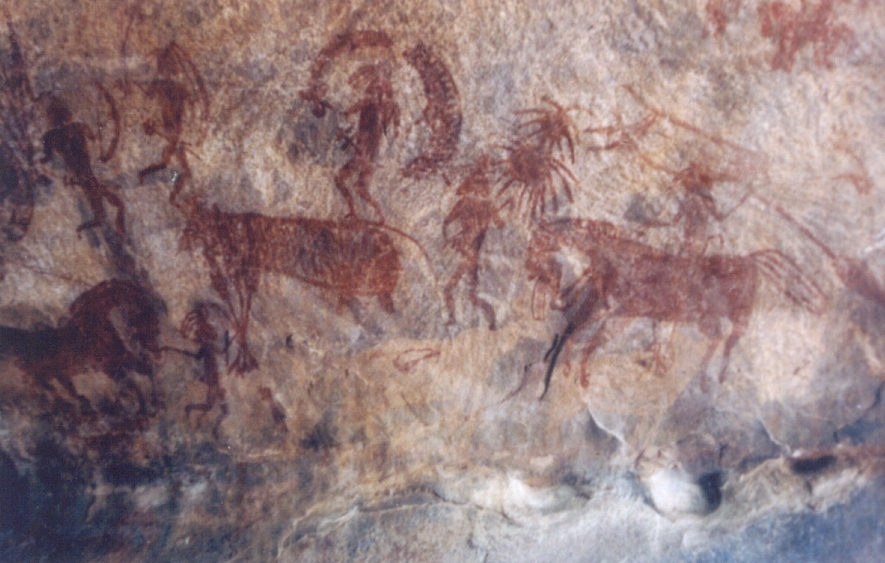
Una scena di vita quotidiana nelle incisioni rupestri di Bhimbetka

Fra le numerose incisioni dell'area di Bhimbetka se ne possono trovare di estremamente interessanti per capire lo stile di vita quotidiana delle popolazioni che hanno lasciato la testimonianza del loro passaggio: vi sono infatti scene rappresentanti la nascita di bambini, danze di gruppo, riti religiosi, funerali, oltre ovviamente al paesaggio naturale che doveva trovarsi all'epoca nei pressi delle grotte.
Una roccia, cui ci si riferisce comunemente come la roccia dello zoo, riporta incisioni rappresentanti elefanti, sambar, bisonti e cervi. Su di un'altra roccia si possono vedere un pavone, un serpente, un cervo e il disco del sole. Su un'altra ancora si possono vedere due elefanti con lunghe zanne. Ovviamente non mancano le scene di caccia, con cacciatori rappresentati mentre portano archi, frecce, spade e scudi. In una delle caverne è dipinto un bisonte che carica un cacciatore mentre due suoi compagni nelle vicinanze appaiono inermi. In un'altra si possono vedere alcuni cavalieri armati di archi.
Alcuni studiosi sono rimasti meravigliati dal fatto che dopo numerosi millenni le figure appaiono ancora in ottimo stato di conservazione. Forse questo fatto può essere spiegato con la materia prima usata per dipingere le pareti rocciose, con pigmenti particolarmente resistenti, ma su quest'argomento non si è ancora raggiunta alcuna certezza. Una delle ragioni va comunque ricercata nel fatto che le immagini si trovano spesso in nicchie nascoste o nelle parti più interne delle caverne, protette dagli agenti atmosferici esterni.